# Pierre François Sauret
Pierre François Sauret de la Borie (ur. 23 marca 1742 w Gannat, zm. 24 czerwca 1818 tamże) – francuski generał z okresu rewolucji francuskiej, polityk, Kawaler Cesarstwa. Karierę we francuskim wojsku rozpoczynał od stopnia szeregowego. Uczestniczył w wojnie siedmioletniej. Do rangi generalskiej doszedł w trakcie francuskich wojen rewolucyjnych. Wyróżnił się podczas wojny w Pirenejach przeciwko Hiszpanii, po czym został przeniesiony do Armii Włoch. Podczas kampanii włoskiej w roku 1796 dowodził jedną z dywizji w armii Napoleona Bonaparte. Później zrezygnował ze służby wojskowej, by zająć się polityką.

## Początki kariery
Sauret urodzony 23 marca 1742 w Gannat zaciągnął się do armii Królestwa Francji w roku 1756. Wstąpił do Pułku Gujeńskiego. Uczestniczył w licznych bitwach wojny siedmioletniej. W wieku 15 lat walczył w bitwie pod Rossbach. W roku 1763 awansowano go na sierżanta. Później rozwój jego kariery wojskowej znacznie spowolnił aż do roku 1780, gdy został oficerem. Do roku 1792 dosłużył się rangi kapitana.

## Francuskie wojny rewolucyjne

### Wojna w Pirenejach
W roku 1792 Sauret służył w Armii Alp. W latach 1793–1795 walczył w szeregach Armii Wschodnich Pirenejów przeciwko Hiszpanii, co umożliwiło mu szybki awans. W październiku 1793 uzyskał stopień generała brygady. W grudniu został ranny w nogę podczas bitwy pod Villelongue-dels-Monts, po której awansowano go do rangi generała dywizji.
Gdy w styczniu 1794 Jacques François Dugommier objął dowodzenie nad Armią Wschodnich Pirenejów, zreorganizował jej skład, tworząc trzy dywizje piechoty oraz rezerwę jazdy. Sauret, Dominique Pérignon, oraz Pierre Augereau zostali dowódcami dywizji piechoty, a André de La Barre stanął na czele kawalerii. Podczas ofensywy Dugommiera, Sauret poprowadził swoje oddziały do zwycięstwa w bitwie pod Boulou, która odbyła się w dniach 30 kwietnia – 1 maja 1794. Następnego dnia po francuskim sukcesie pod Boulou, Sauret przystąpił do oblężenia Collioure. Brygadami, które wchodziły w skład jego oddziałów podczas oblężenia dowodzili: Jean-François Micas, Louis Pelletier, Jean-Jacques Causse, Jean Simon Pierre Pinon oraz Claude Victor-Perrin. W dniu 26 maja, hiszpański garnizon, w sile 7 tysięcy obrońców, skapitulował. W międzyczasie francuscy emigranci polityczni, którzy wcześniej uzyskali azyl w Collioure, ewakuowali się ze zdobytego przez republikanów miasta na łodziach rybackich. Kapitulacja zajętego przez Hiszpanów Fortu de Bellegarde we wrześniu 1794 pozwoliła Dugommierowi przygotować inwazję na Katalonię jeszcze tej samej jesieni.
Podczas bitwy pod Czarną Górą Sauret dowodził lewym skrzydłem armii francuskiej. 17 listopada Dugommier polecił mu przeprowadzić pozorowany atak. Głównodowodzący Armii Wschodnich Pirenejów zginął 18 listopada, trafiony hiszpańskim pociskiem artyleryjskim. Dowództwo nad armią przejął po nim Pérignon, który wzmocnił flankę Saureta. Po czterech dniach walk Francuzi przełamali umocnienia, których broniły siły międzynarodowe: Hiszpanie, Portugalczycy oraz francuscy uchodźcy polityczni (Émigrés). Hiszpański dowódca Luis Firmín de Carvajal zginął podczas obrony reduty Notre-Dame-Del-Roure w dniu 20 listopada, a jego armia pospiesznie wycofała się.
Wkrótce Pérignon zajął Figueres i okrążył port Rosas. W okresie od 28 listopada 1794 do 4 lutego 1795 Sauret, na czele oddziałów w sile 13 tys. żołnierzy, przeprowadził skuteczne oblężenie Rosas, położonego w północno-wschodniej Hiszpanii. W trakcie oblężenia był dwukrotnie ranny. Pod jego komendą walczyło sześć brygad, na czele których stali: Victor, Causse, Joseph Magdelaine Martin, Robert Motte, Théodore Chabert oraz François Gilles Guillot, a także niewielka dywizja pod wodzą Jeana Baptiste’a Beauforta de Thorigny. Pérignon oraz Sauret wytrwale prowadzili działania oblężnicze pomimo trudnych, zimowych warunków pogodowych. Na wzgórzu Mont Puy-Bois ustawiono ciężkie działa, których zadaniem było ostrzeliwanie Castillo de la Trinidad – zewnętrznej fortyfikacji przeciwnika o kluczowym znaczeniu. W dniu 1 stycznia Hiszpanie opuścili poważnie uszkodzone stanowisko Castillo. W nocy 3 lutego hiszpańska flota pod komendą admirała Federico Graviny ewakuowała garnizon przed francuskim uderzeniem.

### Kampania włoska
Na wiosnę 1796 roku, Sauret został przeniesiony do Armii Włoch, na czele której stał wówczas Bonaparte. Sauret brał udział w walkach przeciwko Austriakom w czasie, gdy podjęli oni pierwszą, nieudaną próbę przyjścia z odsieczą oblężonej przez Francuzów Mantui. Pod koniec lipca, 4,5-tysięczna dywizja Saureta strzegła zachodniego brzegu jeziora Garda wraz z brygadami Jeana Guieu oraz Jeana Rusca. Napoleon uważał, że są to wystarczające siły do obrony tego terenu. Jego zdaniem górskie drogi nie nadawały się do prowadzenia większych operacji. Gdy prawa kolumna Austriaków pod dowództwem Petara Gvozdanovicia (w sile 18 tys. ludzi) nadeszła z północy, nieprzygotowane oddziały Saureta zostały zdziesiątkowane.
W dniu 29 lipca 1796 austriackie brygady Petera Otta oraz Josepha Ocskaya zdobyły miasteczka Gavardo oraz Salò, tym samym zmuszając Saureta do wycofania się do Desenzano del Garda. Sauret stracił wówczas 500 żołnierzy oraz dwie armaty. Tymczasem Gueieu na czele 400-osobowego oddziału zabarykadował się w Palazzo Martinengo w Salò i nie zamierzał kapitulować. Następnego dnia Johann von Klenau z zaskoczenia uderzył na Brescię, przecinając Napoleonowi linię zaopatrzeniową z Mediolanu. Straciwszy bazę operacyjną dowódca armii francuskiej skierował swoje główne siły przeciwko Gvozdanoviciowi, podczas gdy Augereau obserwował główne zgrupowanie wojsk austriackich pod dowództwem Dagoberta von Wurmsera. W dniu 31 lipca Sauret przemaszerował do Salò, pokonał oddziały Ocskaya w trakcie kilkugodzinnej bitwy i wyciągnął z opresji żołnierzy generała Guieu. Następnie szybko wycofał się do Lonato del Gardo. Tymczasem austriacki generał Gvozdanović przegrupował swoje siły w Gavardo. W dniu 1 sierpnia Sauret został ranny, a Guieu przejął dowodzenie nad jego dywizją. Po licznych zawirowaniach i serii skomplikowanych działań bitwa pod Lonato z dnia 3 sierpnia zakończyła się porażką i ucieczką Gvozdanovicia. Natomiast dywizja Saureta, znajdująca się wciąż pod komendą generała Guieu, obserwowała odwrót prawej kolumny austriackiej i nie wzięła udziału w bitwie pod Castiglione z dnia 5 sierpnia 1796.

## Dalsza kariera
Niedługo potem Bonaparte pozbawił Saureta dowodzenia nad dywizją. 14 sierpnia głównodowodzący Armii Włoch scharakteryzował generała w następujących słowach:
```
„Dobry, bardzo dobry żołnierz; niestety jak na generała wykazuje niedostatki intelektu.”
[
12
]
```

Wkrótce potem Sauretowi powierzono dowództwo nad twierdzami w: Tortonie, Alessandrii oraz Genewie. W roku 1799 wybrano go na członka francuskiego organu ustawodawczego Corps législatif. W roku 1803 Sauret został jego sekretarzem. W roku 1801 wycofał się ze służby wojskowej, by w pełni poświęcić się karierze politycznej. W roku 1813 Napoleon nadał mu tytuł Kawalera Cesarstwa. Sauret zmarł 24 czerwca 1818 w swojej rodzinnej miejscowości Gannat. Jego nazwisko widnieje na 35-tej kolumnie paryskiego Łuku Triumfalnego.